# Южный Горняк
Южный Горняк — посёлок в Аргаяшском районе Челябинской области. Входит в состав Яраткуловского сельского поселения.
Ближайшие населённые пункты — деревни Яраткулова, Биккулова и Халитова.

## Население
| 2002 | 2010 |
| ---- | ---- |
| 83   | ↗84  |

## Улицы
- ул. Заповедная